# 北二郎
北 二郎（きた じろう、1918年9月13日 - 1950年1月29日）は、日本の政治家。父は衆議院議員を4期、参議院議員を1期務めた北勝太郎。弟に北海道開発庁長官・開発庁長官を務めた北修二、奈井江町長の北良治がいる。

## 略歴
北海道空知郡奈井江村生まれ。1937年旧制北海道庁立岩見沢中学校（現・北海道岩見沢東高等学校）卒業。酪農義塾（現・酪農学園大学）、町村農場で農業・畜産を修得し、その後農業を営む。奈井江村酪農振興会会長。
父・勝太郎が第二次世界大戦後公職追放されると、その身代わりとして1947年の第23回衆議院議員総選挙において北海道4区から立候補し初当選。政界に入り、日本農民党・農民新党・農民協同党に所属した。1949年の第24回衆議院議員総選挙で再選。衆議院当選2回。奈井江村酪農振興会長・日本農民党渉外部長を歴任した。
1950年1月29日午前11時、港区の議員宿舎において心臓麻痺で急死した。前日は本会議で演説して、強制降壇になるなど、元気な様子を見せていた。また、その夜には、辻寛一と麻雀をしていた。